# 5127 Брунс
5127 Брунс (5127 Bruhns) — астероїд головного поясу, відкритий 4 лютого 1989 року.
Тіссеранів параметр щодо Юпітера — 3,517.